# Csaba úti felüljáró
A Csaba úti felüljáró Szombathely vasutak által elválasztott két városrészét köti össze. A kerékpáros és gyalogos forgalom számára aluljáró épült a hídszerkezettel párhuzamosan, annak déli oldalán. Építését megelőzően szintbeli vasúti átjáró működött itt, ahol esetenként akár 10-20 perces zárva tartás is előfordult.

## Története
A felüljáró ötlete az 1990-es években fogalmazódott meg, amikor is a Szombathelyt elkerülő körgyűrű első ütemben a mainál beljebb, a Csaba és Szent Gellért utcák vonalában került kijelölésre. A növekvő forgalom és a teherpályaudvar állandó vasúti forgalma, továbbá a Szombathely–Nagykanizsa-vasútvonal és Szombathely–Szentgotthárd-vasútvonalak jelentős mértékben akadályozták a közúti forgalmat. Gyakori volt a vasúti átjáró 10-20 perces zárvatartása.
A felüljáró elkészítésére az első tanulmány 2002-ben a Karácsony és Tsa Mérnöki Iroda által a Hunyadi út - Mikes Kelemen utcák közötti rendezési tervvel egyetemben készült el.
A terv megvalósításához nagy előrelépés volt, hogy 2006-ban a GYSEV kezelésébe került a Szentgotthárd felé menő vonal, majd 2011-ben a Zalaszentiván felé menő pálya is. A szentgotthárdi vonal 2009-től megindult rekonstrukciójának keretében éledt fel a terv a külön szintű csomópont létesítésére. A beruházás finanszírozására a Sopron-Szentgotthárd vasút rekonstrukció keretében 2,5 milliárd forint állt rendelkezésre.
A beruházást eredetileg 2012. december 31-ig tervezték elvégezni, azonban 102 nappal korábban elkészült. A kivitelező a KS Szombathely Konzorcium volt, amelyet a KÖZGÉP Zrt és Swietelsky Kft alkotott. A tervezésben a tanulmányterv készítője, az F-21 Mérnöki Iroda Kft. és MSc Mérnöki Tervező és Tanácsadó Kft. is részt vett.
A felüljáró végleges kiviteli terveit a SPECIÁLTERV Építőmérnöki Kft. készítette el 2011-ben. A kiviteli tervek a hídszerkezeti rendszerét vasbeton szekrénytartós keresztmetszetről öszvér keresztmetszetűvé – vasbetonpályalemezzel együttdolgozó acélfőtartós szerkezetűvé – alakította át, melyet gazdaságosabban lehetett végül kivitelezni.

## Szerkezete

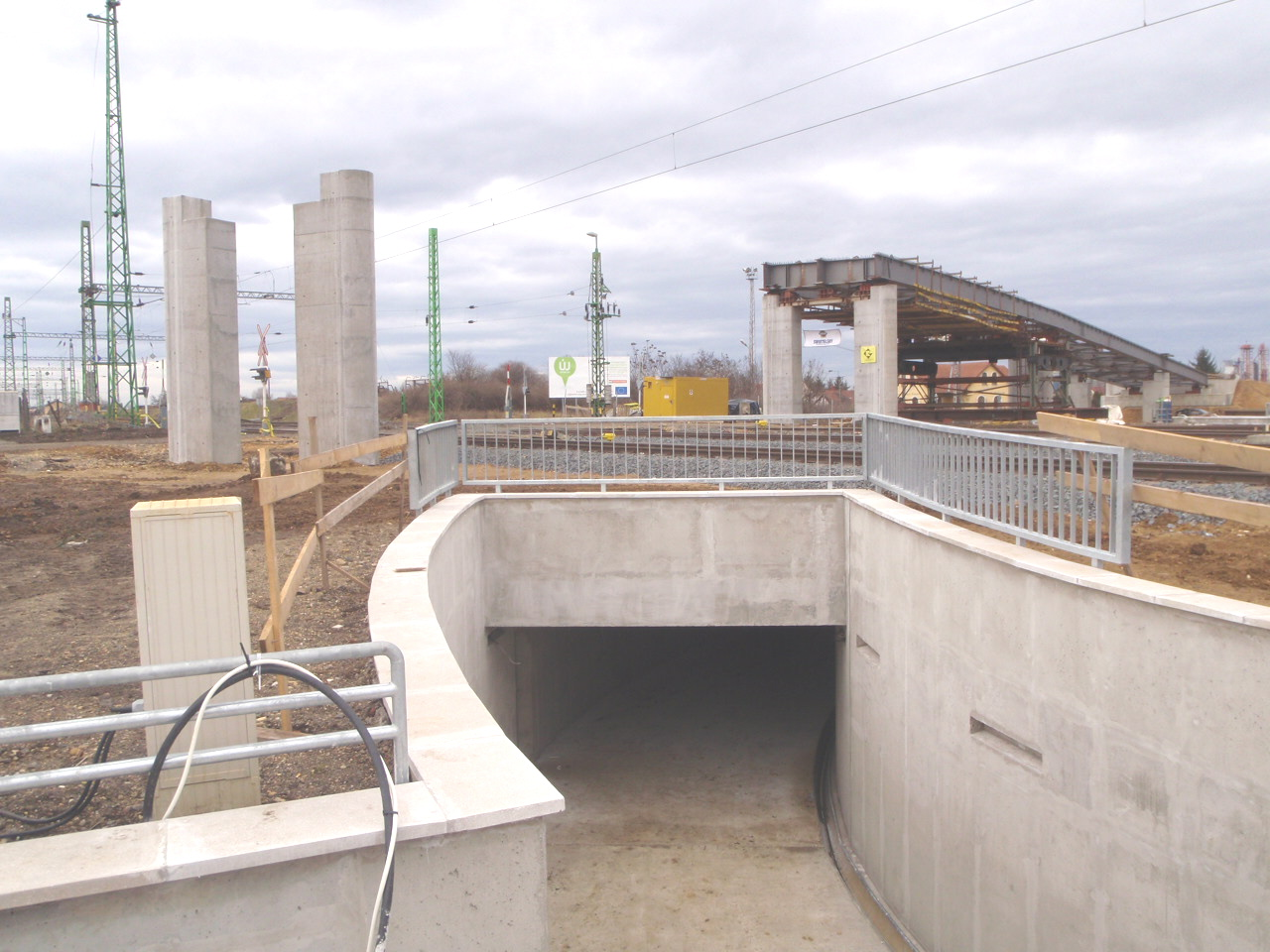
A még épülő felüljáró

A felüljáró terveiben eredetileg egy monolit szekrénytartós felszerkezetű műtárgy szerepelt. A talajmechanikai vizsgálatok alapján azonban egy ennél könnyebb híd szerkezeti rendszere került beépítésre: vasbeton pályalemezzel együtt dolgozó három főtartós, alsó síkján kereszttartókkal és szélráccsal erősített acélszerkezet. A 310 tonnás acél főtartókat Budapesten készítették 9 szerkezeti egységben és 27 db közúton szállítható elemre bontva.
A híd 156 méteres felüljáró, amelyhez 500 tonna vasat és 3200 tonna betont használtak fel. A munka során 32 000 köbméter földet mozgattak meg.
A sínek alatt pedig megépült egy 52 méteres alagút, amelyen a gyalogosok és a kerékpárosok kelhetnek át a túloldalra. A gyalogos-kerékpáros aluljáróhoz rámpákkal együtt 192 m hosszú, hat dilatációs szakaszból álló 4,5/3 m nyílásméretű vasbeton gyalogos-kerékpáros aluljáró épült a keresztező négy vasúti pálya alatt. A rámpák mindkét oldalról 5%-os hosszesésűek, valamint a zárt szakaszok végein lépcsők is csatlakoznak.